# Rio Alva
O rio Alva é rio de montanha afluente do Mondego, nascendo na encosta Norte da serra da Estrela, por alturas do Perdigueiro, a meio caminho entre a Fraga das Penas e o Curral do Martins. Percorre dois quilómetros de sul para norte, infletindo depois para ocidente, que mantém por oito quilómetros. Ruma depois para sudoeste. Quinze quilómetros antes de confluir com o Mondego toma o rumo Noroeste que mantém até confluir com o Mondego.  Tem um percurso de cerca de 115 125 km² até desaguar no rio Mondego, o que ocorre na localidade de Porto de Raiva, na União de Freguesias de Oliveira do Mondego e Travanca do Mondego, quatro quilómetros a montante  de Penacova no Distrito de Coimbra, após o Mondego ser quebrado pela Barragem da Raiva e pela Barragem da Aguieira.
No seu leito percorre um caminho sinuoso entre as encostas da serra da Estrela e da serra do Açor, onde escavou o seu leito. Várias localidades cresceram nas suas margens como São Gião, por exemplo, assim como, apresenta muitas praias fluviais como São Gião, Avô, Coja, Secarias, Caldas de São Paulo a praia fluvial da aldeia de Sandomil, a zona de lazer das Fronhas junto a Barragem das Fronhas  e Cornicovo em São Pedro de Alva.
O rio Alva é quebrado em São Martinho da Cortiça  com a  Barragem das Fronhas após ter percorrido 78 km. Esta barragem tem um caudal de dimensionamento do descarregador de 500 m³/s. Existe ainda um túnel de derivação entre esta barragem e a barragem da Aguieira no rio Mondego.
É um rio conhecido por ter uma variação muito elevada no seu caudal, visto que tem um caudal muito baixo no verão, e muito elevado no inverno. Isto deve-se essencialmente à variação de precipitação durante o ano, e a ausência desta no verão, mas também ao facto de o caudal do rio ser controlado em grande parte pelo sistema hídrico da serra da Estrela (de onde provém o Rio Alvôco que a e se junta na aldeia de Ponte das Três Entradas, no município de Oliveira do Hospital e já no distrito de Coimbra,).
Ao longo do seu curso encontram-se diversos pontos de interesse patrimonial (natural e construído), nomeadamente os vestígios do Megalitismo, do período Calcolítico, nas margens do Rio Alva, mais propriamente em Secarias do Município de Arganil.

## Afluentes

### Ribeira do Alva (Alva Superior)
- Ribeira da Fervença
- Ribeira do Covão do Urso
- Ribeira da Caniça
- Ribeira de Sazes

### Rio Alvôco (Alva Superior)
- Ribeira de Loriga
- Ribeira do Alvoco Superior
- Ribeira da Teixeira
- Ribeira dos Portos Mouzinhos
- Ribeira do Piodão

### Alva Inferior (margem esquerda)
- Ribeira de Pomares
- Ribeira da Mata
- Ribeira de Folques
- Ribeira da Aveia

### Alva Inferior (margem direita)
- Ribeira do Fontão
- Ribeira da Sobreira
- Ribeira da Folgueirosa
- Ribeira de Farinha Podre

## Barragens
- Barragem das Fronhas